# Municipio de Center (condado de Emmet)
El municipio de Center (en inglés: Center Township) es un municipio ubicado en el condado de Emmet en el estado estadounidense de Iowa. En el año 2010 tenía una población de 304 habitantes y una densidad poblacional de 3,22 personas por km².

## Geografía
El municipio de Center se encuentra ubicado en las coordenadas 43°23′19″N 94°43′24″O / 43.38861, -94.72333. Según la Oficina del Censo de los Estados Unidos, el municipio tiene una superficie total de 94.38 km², de la cual 93,29 km² corresponden a tierra firme y (1,16 %) 1,09 km² es agua.

## Demografía
Según el censo de 2010, había 304 personas residiendo en el municipio de Center. La densidad de población era de 3,22 hab./km². De los 304 habitantes, el municipio de Center estaba compuesto por el 97,04 % blancos, el 0,99 % eran afroamericanos, el 0,33 % eran amerindios, el 0,33 % eran asiáticos y el 1,32 % eran de una mezcla de razas. Del total de la población el 0,33 % eran hispanos o latinos de cualquier raza.